# Olwen
Olwen – w mitologii iryjskiej córka olbrzyma Yspaddadena, do której zalecał się Culhwch, jeden z wojowników króla Artura.
Macocha nienawidziła Culhwcha tak bardzo że nałożyła nań tabu nakazujące mu ożenek z Olwen. Yspaddaden nie chciał zaakceptować uczucia jakim zapałał Culhwch do Olwen i dał mu do wykonania 39 bardzo trudnych prac, które były formalnie niewykonalne, Culhwcha jednak to za bardzo nie przeraziło i wykonał je wszystkie z pomocą Rycerzy Króla Artura. Musiał m.in. wykarczować las, spalić drzewo dla użyźnienia gruntu i zaorać oczyszczone pole w ciągu jednego dnia, następnie miał zmusić boga rolnictwa Amaethona, by dbał o rosnące zboże, skłonić boga kowala Govannona do wykonania potrzebnych narzędzi, a cztery mocne woły do pomocy w tej pracy, uzyskać zaczarowane ziarno na zasiew, dostarczyć miodu 9 razy słodszego niż ten produkowany przez dziewiczy rój, zdobyć zaczarowany puchar i kosz pełen wspaniałego jadła, pożyczyć róg do picia od żyjącego w głębinach wód króla Gwyddbwylla oraz zaczarowaną harfę należącą do Teirtu, instrument który sam grał, złapać ptaki Riannon, których śpiew budził umarłych, żywych zaś kołysał do snu, dostarczyć zaczarowany kocioł, a także szablę dzika, którą olbrzym mógłby się ogolić oraz krem do golenia zrobiony z krwi czarownicy, ukraść zaczarowanego psa wraz ze smyczą i obrożą, uzyskać pomoc myśliwego Mabona, syna Modrona, którego najpierw należało uwolnić z więzienia, znaleźć wierzchowca i chyże psy, zabrać grzebień, nożyce i brzytwę spomiędzy uszu potężnego odyńca oraz przekonać wielu niechętnych, aby przybyli do zamku Yspaddadena. Culhwch zrobił wszystkie zadania i ożenił się z Olwen, która była jego jedyną żoną. Olbrzym Yspaddaden został zabity przez jednego z rycerzy,towarzyszy Culhwcha.